# 台湾人

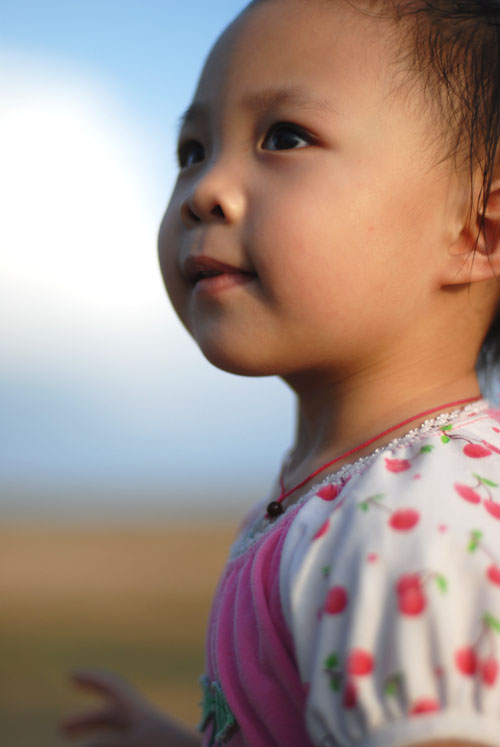
恒春の女児

台湾人（たいわんじん）では、現在台湾（台湾本島とその付属島嶼および澎湖諸島。金門・馬祖については言及しない）に在住する者について説明する。台湾2002年での人口は2300万人であり、エスニシティ（民族的出自）や母語を基準にその人口の構成を調査する。『言語社会與族群意識』によれば、台湾原住民が1.7%、閩南民系が73.3%、客家が12%、外省人が13%となっている。
台湾の人類研究者、黄宣範による調査では、10代では100%が「私は台湾人であって、中国人では無い」という意識を持っている。
現代のヒト白血球型抗原とミトコンドリアDNAによる調査の一つによれば、台湾の人口の88%が原住民の祖先を持つ。

## 台湾人の歴史

### 日本統治以前
台湾は、移民社会である。もともと台湾島には、人口は小さいが文化的には多様なマレー＝ポリネシア系の先住諸民族が居住していた。オランダ統治時代になると対岸の中国大陸から漢族が移民してきた。具体的には、福建省南部出身でそれぞれの母語（福佬語および閩南語）を話す福佬人（閩南人ということもある）及び広東省北部出身で客家語を話す客家人であった。かれら漢族の移民の波は19世紀初めまで続き、台湾の人口は200万人弱に増加、先住諸民族は劣勢の少数者の地位に立たされた。

### 日本統治時代
1894年に起きた日清戦争と翌1895年の下関条約の結果、日本統治時代となると日本人が植民者として移り住み、日本人移民者は最終的には40万人に達した。漢族系住民は、「本島人」と呼ばれ、最初は日本人を侵略者と見る見方もあったものの徐々に日本人としてのアイデンティティを持つ者が増えていった。「内地人」（日本人、主に大和民族）を頂点とし、次いで「本島人」、最下層に「蕃人」（原住民）という階層秩序が生まれた。

### 中華民国時代
1945年8月のポツダム宣言受諾による日本の降伏により、台湾は連合国の一員であった中華民国の一つの省である「台湾省」に編入され、10月25日には、中国戦区最高司令官蔣介石の代理である陳儀が、最後の台湾総督安藤利吉から降伏を受けた。さらに翌1946年1月の国府行政院訓令により、当時の台湾の住民は、「1945年10月25日より中華民国の国籍を回復した」ものとされた。この訓令で中華民国国籍を回復した男性とその子孫が本省人となり、この訓令によらず中華民国国籍を所有しており、その後台湾に居住するようになった男性とその子孫を「外省人」と呼ぶようになった。日本統治下の「本島人」は中華民国統治下の「本省人」となった。この外省人は、国共内戦の結果「中華民国」中央政府とともに一種の政治難民として台湾に渡り、結果的にほとんどが台湾に定住した人々である。
ちなみに1949年当時の総人口は約740万人であった。
「光復」後まもない1947年に戦後の経済混乱や日本資産接収の不正や失敗などを背景として、国民党政権と台湾住民との激しい衝突事件すなわち二・二八事件が発生した。この事件で蔣介石によって中国大陸から秩序回復に派遣された軍隊によって、1万8000人から2万8000人が殺されたとされる。この事件により、台湾の人口の少なからぬ部分が国民党政権による上からの国民統合政策に対して疎外感を持ってしまった。さらには、政治的にも1949年以降自由が厳しく制限される権威主義的政治体制の下で、中央の政治権力は外省人エリートに独占されるなど、本省人と外省人との間の権力分配の不平等が固定化されていた。
1986年秋には一党独裁を通してきた国民党政権が野党民進党の結成黙認を余儀なくされたことから、台湾政治の民主化が始まる。1949年以降敷かれたままになっていた長期戒厳令が解除され、国共内戦期に中国大陸で選ばれた非改選の議員が大多数を占めていた国会が正常化し、1996年には総統の直接選挙が実施され、2000年には遂に総統選挙の結果により国民党から民進党への政権交代が実現した。こうした民主化は、本省人の側から見れば、国民党独裁下で顧みられなかった土着言語や土着文化への回帰すなわちエスニック・リバイバルといえる。
台湾最大の群族集団である福佬人の話す福佬語が「台湾語」と呼ばれるようになり、さらに選挙などでも盛んに使用されるようになり、国会でも使用されるなど急速に地位を高めている。
1980年代中ごろから先住民族の復権運動が行われ、「台湾原住民族」という自称が憲法修正に際して採用されたり、個人名に関しても、それまで法的には中国式名前しか認められなかったが、伝統的な方式によるものでも戸籍登録ができるようになった。そうなると客家人も危機感をもって客家語の復権などの文化運動を展開することになった。このように近年では、台湾人各群族の要求が多元主義的な文化政策ないし国民統合政策として次第に定着しつつある社会を迎えている。

## 近年の調査にみる台湾人の帰属意識
| 調査                 | 台湾人 | 中国人 | 台湾人かつ中国人 |
| -------------------- | ------ | ------ | ---------------- |
| 大陸委員会（2000年） | 42.5%  | 13.6%  | 38.5%            |

| 調査                     | 台湾人 | 中国人 | 台湾人かつ中国人 |
| ------------------------ | ------ | ------ | ---------------- |
| 海峡交流基金会（2007年） | 約63%  | 約14%  | 約18%            |

| 調査                                         | 台湾人 | 中国人 | 台湾人かつ中国人 |
| -------------------------------------------- | ------ | ------ | ---------------- |
| 『天下雑誌』（20歳から29歳の若年層、2020年） | 82.4%  |        | 12.4%            |

| 調査                                       | 台湾人 | 中国人 | 台湾人かつ中国人 | 台湾人とは中国人のこと | 意見なし |
| ------------------------------------------ | ------ | ------ | ---------------- | ---------------------- | -------- |
| 『聯合報』（2016年）                       | 73%    | 11%    | 10%              | 1%                     | 6%       |
| 『聯合報』（20歳から29歳の若年層、2016年） | 85%    |        |                  |                        |          |

| 調査                                                                 | 台湾人 | 中国人 |                  |
| -------------------------------------------------------------------- | ------ | ------ | ---------------- |
| TVBS（「台湾人」「中国人」の二者択一の場合、2013年）                 | 78%    | 13%    |                  |
| 調査                                                                 | 台湾人 | 中国人 | 台湾人かつ中国人 |
| TVBS（「台湾人」「中国人」「台湾人かつ中国人」の選択の場合、2013年） | 55%    | 3%     | 38%              |

| 調査                     | 台湾人 | 中国人 | 台湾人かつ中国人 | 無回答 |
| ------------------------ | ------ | ------ | ---------------- | ------ |
| 台湾民意基金会（2020年） | 83.2%  | 5.3%   | 6.7%             | 4.8%   |

| 調査                                                           | 台湾人 | 中国人 | 台湾人かつ中国人 |
| -------------------------------------------------------------- | ------ | ------ | ---------------- |
| 台湾制憲基金会（2021年）                                       | 67.9%  | 1.8%   | 27.8%            |
| 台湾制憲基金会（「台湾人」「中国人」の二者択一の場合、2021年） | 89.9%  | 4.6%   |                  |

| 調査                   | 台湾人 | 中国人 | 台湾人かつ中国人 |
| ---------------------- | ------ | ------ | ---------------- |
| 国立政治大学（1992年） | 17.6%  | 25.5%  | 46.4%            |
| 国立政治大学（1996年） | 24.1%  | 17.6%  | 49.3%            |
| 国立政治大学（2000年） | 36.9%  | 12.5%  | 44.1%            |
| 国立政治大学（2008年） | 48.4%  | 4%     | 43.1%            |
| 国立政治大学（2016年） | 59.3%  | 3%     | 33.6%            |
| 国立政治大学（2020年） | 67%    | 2.4%   | 27.5%            |
| 国立政治大学（2021年） | 63.3%  | 2.7%   | 31.4%            |

中華民国総統であった李登輝は、台湾人のルーツをたどれば中国大陸からの移民が多いとしつつも、「私がはっきりさせておきたいのは、『台湾は中国の一部』とする中国の論法は成り立たないということだ。四百年の歴史のなかで、台湾は六つの異なる政府によって統治された。もし台湾が清国によって統治されていた時代があることを理由に『中国（中華人民共和国）の一部』とされるならば、かつて台湾を領有したオランダやスペイン、日本にもそういう言い方が許されることになる。いかに中国の論法が暴論であるかがわかるだろう。もっといおう。たしかに台湾には中国からの移民者が多いが、アメリカ国民の多くも最初のころはイギリスから渡ってきた。しかし今日、『アメリカはイギリスの一部』などと言い出す人はいない。台湾と中国の関係もこれと同じである」と述べている。また李登輝は、日本統治時代に台湾人が学んで純粋培養されたのは、「勇気」「誠実」「勤勉」「奉公」「自己犠牲」「責任感」「遵法」「清潔」といった「日本精神」であり、国共内戦後に中国大陸から来た中国国民党たちは、自分たちが持ち合わせていない価値観だったので、これらの「日本精神」を台湾人の持ち合わせている気質だと定義したと述べている。
周婉窈（国立台湾大学）は、「中国と日本との対立、日本と韓国、そして中国と台湾、また中国と韓国との間にも問題があります。中国は、『反日でない』（侮蔑的な言い方は『親日』）台湾人を敵視していますが、このような民族的な感情というのは東アジアの国々が近代国家に転換してから生まれたものです。（中略）近代国家型のナショナリズムというのは人類の歴史の新参者であります。それは私たちの過去に対する認識をいつも覆い隠したり、ゆがめたりしています。この点は特に中国が目立っております。中国のナショナリズムは、歴史ではない主張の上につくられたことが多いということです。例えば、中国は台湾は古くから中国の領土だと宣言しています。チベットも、新疆もそうです。これは歴史からかけ離れた言い方であるというふうに思っています。いかにして歴史ではない中国の主張を捨てさせるのか。これは和解の第一歩でもありますが、私はその方法がまだ思いついておりません」と述べている。
2020年、台湾で「自分は中国人ではなく、台湾人だ」と考える人の割合が急上昇しており、台湾や香港に対する中国の強硬姿勢への反発に加え、新型コロナウイルス対策の成功が意識変化の背景にあり、その牽引役は、李登輝が進めた民主化後に社会に出た若者である。李登輝は1996年の総統直接選挙の導入などの民主化を推進し、1997年には台湾の歴史を学ぶ『認識台湾』を導入するなどの教育改革を進め、現在20代から30代の若者はその洗礼を受けた世代に当たる。国立政治大学が市民にアイデンティティを問うてきた調査では「自分は台湾人」と答える人が、1996年の直接選挙の導入を節目に長期的な増加傾向を保ち、2020年6月調査では前年比で8.5%増え、過去最高の67%に達し、年代別では、20代が8割、30代も7割を超すが、「自分は中国人」と答える人は過去最低の2.4%にとどまる。国立政治大学選挙研究センター主任のの蔡佳泓は「中国による統一圧力や香港弾圧に対する警戒感が影響している。今年は特に新型コロナ対策の成功で世界に注目されたことが、台湾人としての誇りにつながった」とみている。
大陸委員会による台湾人の民族帰属意識
2000年の大陸委員会による民族帰属意識調査では、「台湾人である」の42.5%と「台湾人でもあり中国人でもある」の38.5%を合わせると、台湾人意識は81%に達し、「中国人である」の13.6%を圧倒する。また、73.2%が中国政府による統治を拒否すると回答している。
海峡交流基金会による台湾人の民族帰属意識
2007年の海峡交流基金会による民族帰属意識調査によると、この20年間で台湾人と自己認識する人の割合が増加したのに対し、中国人と自己認識する人の割合が減少した。さらに、国民の65%近くが「台湾と中国本土は同じ中国であり、運命共同体である」という考えに反対している。
『天下雑誌』による台湾人の民族帰属意識
2020年の『天下雑誌』による国情調査では、20歳から29歳の若年層の82.4%が「台湾人」と回答し、「台湾人かつ中国人」とする回答の12.4%を大きく上回った。一方、40歳以上の世代の約30%は「台湾人かつ中国人」と回答した。過去調査と比較して、若年層ほど中国とのつながりが少なくなり、台湾人アイデンティティが鮮明になっていると分析している。
『聯合報』による台湾人の民族帰属意識
2016年3月14日、『聯合報』による国族認同調査では、「自分は何人か」との問いに対して「台湾人」と回答した人はこの20年間で最高の73%に上った。一方、「台湾人かつ中国人」が10%であり、「台湾人とは中国人のこと」が1%、「中国人」が11%だった。「台湾人」と回答した人の割合は、1996年が44%、2006年が55%だった。
TVBSによる台湾人の民族帰属意識
2013年にTVBSが実施した世論調査によると、自らのアイデンティティについて台湾人か中国人かの二者択一で選択した場合、78%が台湾人であると回答し、13%が中国人であると回答した。台湾人か中国人か台湾人かつ中国人が選択できる場合、55%が台湾人であると回答し、38%が台湾人かつ中国人であると回答し、3%が中国人であると回答した。
台湾民意基金会による台湾人の帰属意識
2020年に台湾民意基金会が実施した全国世論調査では、83.2%が「台湾人」、5.3%が「中国人」、6.7%が「台湾人かつ中国人」と回答した。自らを「台湾人」とする回答は、1991年の調査開始以来の最高値に達した。
国立政治大学による台湾人の帰属意識
国立政治大学選挙研究センターは1992年から長期間に及ぶ台湾人/中国人意識調査を行っており、李登輝総統の8年間の任期期間中に台湾人意識増加＝22.4%、一年の平均増加＝2.8%であり、陳水扁総統の8年間の任期期間中に台湾人意識増加＝5%、一年の平均増加＝0.625%であり、馬英九総統の8年間の任期期間中に台湾人意識増加＝14.3%、一年の平均増加＝1.78%となっている。また、同調査では自らをはっきりと中国人であると考える国民は2020年では2.4%まで下がっている。国民党独裁時代に教育を受けた世代において中国人意識が相対的に高く、20代、それから10代と年齢が下がるにつれて台湾人意識が圧倒的に高くなっている。

### 上記の調査の注意点
国立政治大学の調査は「台湾人か、中国人、その両方か」でありそのどちらでもない民族意識を前提に入っていない。上記の他調査も二者択一でアイデンティティを迫るものであり民族のアイデンティティは中国台湾のみでその他の民族やそもそも台湾人の定義の問題がある。

## 狭義の台湾人
台湾の閩南系民族の事。客家、原住民、外省人などと自身を区別する。